# Sunbathing Animal
Sunbathing Animal est le troisième album studio du groupe américain de punk rock Parquet Courts, sorti le 3 juin 2014 sur le label What's Your Rupture?. Il fait partie des 300 meilleurs albums de la période 1985-2014.

## Enregistrement
Sunbathing Animal a été enregistré 2013.

## Pistes
Toutes les chansons sont écrites et composées par Parquet Courts.
| No  | Titre                | Durée |
| --- | -------------------- | ----- |
| 1.  | Bodies Made of       | 3:21  |
| 2.  | Black & White        | 3:02  |
| 3.  | Dear Ramona          | 2:34  |
| 4.  | What Color is Blood? | 3:24  |
| 5.  | Vienna II            | 1:02  |
| 6.  | Always Back in Town  | 2:37  |
| 7.  | She's Rolling        | 6:33  |
| 8.  | Sunbathing Animal    | 3:52  |
| 9.  | Up All Night         | 1:02  |
| 10. | Instant Disassembly  | 7:12  |
| 11. | Ducking & Dodging    | 4:29  |
| 12. | Raw Milk             | 3:59  |
| 13. | Into the Garden      | 3:00  |

## Personnel

### Parquet Courts
- Andrew Savage - vocals, guitare
- Austin Brown - vocals, guitare
- Sean Yeaton - bass guitare
- Max Savage - drums, percussion

### Musiciens additionnels
- Lea Cho - harmonica (7)

### Recording personnel
- Jonathan Schenke - recording, mixing
- Joe Laporta - mastering

### Artwork
- Andrew Savage - artwork

## Source de la traduction
- (en) Cet article est partiellement ou en totalité issu de l’article de Wikipédia en anglais intitulé « Sunbathing Animal » (voir la liste des auteurs).